# Christopher Moore
Christopher Moore (Toledo, 1º gennaio 1957) è uno scrittore e blogger statunitense.

## Biografia
Nato a Toledo e cresciuto a Mansfield (Ohio), è figlio di un poliziotto della stradale e di una venditrice di elettrodomestici. Frequenta la Ohio State University e a 19 anni si trasferisce nella regione della Central Coast, in California iscrivendosi al Brooks Institute of Photography di Santa Barbara (California).
Dal 2003 al 2006 ha vissuto per qualche anno sull'isola di Kauai, nell'arcipelago delle Hawaii. Vive tra le Hawaii e San Francisco.
Prima di pubblicare il suo primo romanzo, La commedia degli orrori (1992), ha lavorato come cameriere, fotografo, DJ, portiere di notte, commesso di drogheria e riparatore di tetti, tutte occupazioni che svolgono i personaggi di alcuni dei suoi romanzi.
Il protagonista tipo degli scritti di Moore è il "maschio beta", un individuo comune che si trova improvvisamente coinvolto in circostanze straordinarie, al limite del paranormale. Il suo stile narrativo coniuga l'umanesimo di John Steinbeck, uno degli autori preferiti di Moore, con l'ironia tipica di Kurt Vonnegut e Douglas Adams.
Tutti i diritti degli scritti di Moore sono stati acquisiti o per lo meno opzionati da parte di produttori cinematografici, ma non è stata realizzata alcuna trasposizione sul grande schermo.

## Opere

### Romanzi
- La commedia degli orrori (Practical Demonkeeping, 1992), Sonzogno, 1992, ISBN 88-454-0504-4, 1994, ISBN 88-454-0639-3. Ripubblicato col titolo: Demoni: istruzioni per l'uso. Commedia degli orrori, Elliot, 2011, ISBN 978-88-6192-226-6.
- Il ritorno del dio Coyote (Coyote Blue, 1993), Sonzogno, 1993, ISBN 88-454-0597-4.
- La vampira della porta accanto (Bloodsucking Fiends: A Love Story, 1995), Elliot, 2015, ISBN 978-88-6192-839-8.
- L'isola della sacerdotessa dell'amore (Island of the Sequined Love Nun, 1997), Elliot, 2013, ISBN 978-88-6192-342-3.
- Sesso e lucertole a Melancholy Cove (The Lust Lizard of Melancholy Cove, 1999), Elliot, 2010, ISBN 978-88-6192-137-5.
- Il Vangelo secondo Biff, amico di infanzia di Gesù (Lamb: The Gospel According to Biff, Christ's Childhood Pal, 2002), Elliot, 2008, ISBN 978-88-6192-050-7.
- Fluke, or, I Know Why the Winged Whale Sings, 2003.
- Tutta colpa dell'angelo (The Stupidest Angel, 2004), Sperling & Kupfer, 2005, ISBN 88-200-3959-1. Ripubblicato con il titolo Uno stupido angelo. Storia commovente di un Natale di terrore con un nuovo capitolo aggiunto dall'autore alla riedizione americana, Elliot 2012, ISBN 978-88-6192-305-8 .
- Un lavoro sporco (A Dirty Job, 2006), premiato con il Quill Book Award nel 2006[2], Elliot, 2007, ISBN 978-88-6583-038-3, ISBN 978-88-6192-006-4.
- Suck! Una storia d'amore (You Suck: A Love Story, 2007), Elliot, 2009, ISBN 978-88-6192-086-6, ISBN 978-88-6583-068-0.
- Fool (Fool, 2009), Elliot, 2009, ISBN 978-88-6192-094-1.
- Mordimi! (Bite me: A Love Story, 2010), Elliot, 2015, ISBN 978-88-6192-974-6.
- Sacré Bleu (Sacré Bleu, 2012), Elliot, 2012, ISBN 978-88-6192-259-4.
- Il serpente di Venezia (The Serpent of Venice, 2014), Elliot, 2014, ISBN 978-88-6192-464-2.
- Anime di seconda mano (Secondhand Souls, 2015), Elliot, 2016
- Noir (Noir, 2018), Elliot, 2018, ISBN 978-88-6993-518-3
- Razzmatazz (Razzmatazz, 2022) Elliot 2022

### Racconti
- Il karma del gatto (Cat's Karma, 1987)
- Nostra signora delle calze a rete (Our Lady of the Fishnet Stockings, 1987)

Entrambi i racconti sono stati pubblicati nella raccolta Il karma del gatto, Elliot, 2013, ISBN 978-88-6192-328-7.

### Altre opere
- The Griff (2001), nata originariamente come sceneggiatura per un film mai realizzato, è diventata una graphic novel scritta con Ian Corson e la collaborazione di Jennyson Rosero[3].